# Huizen

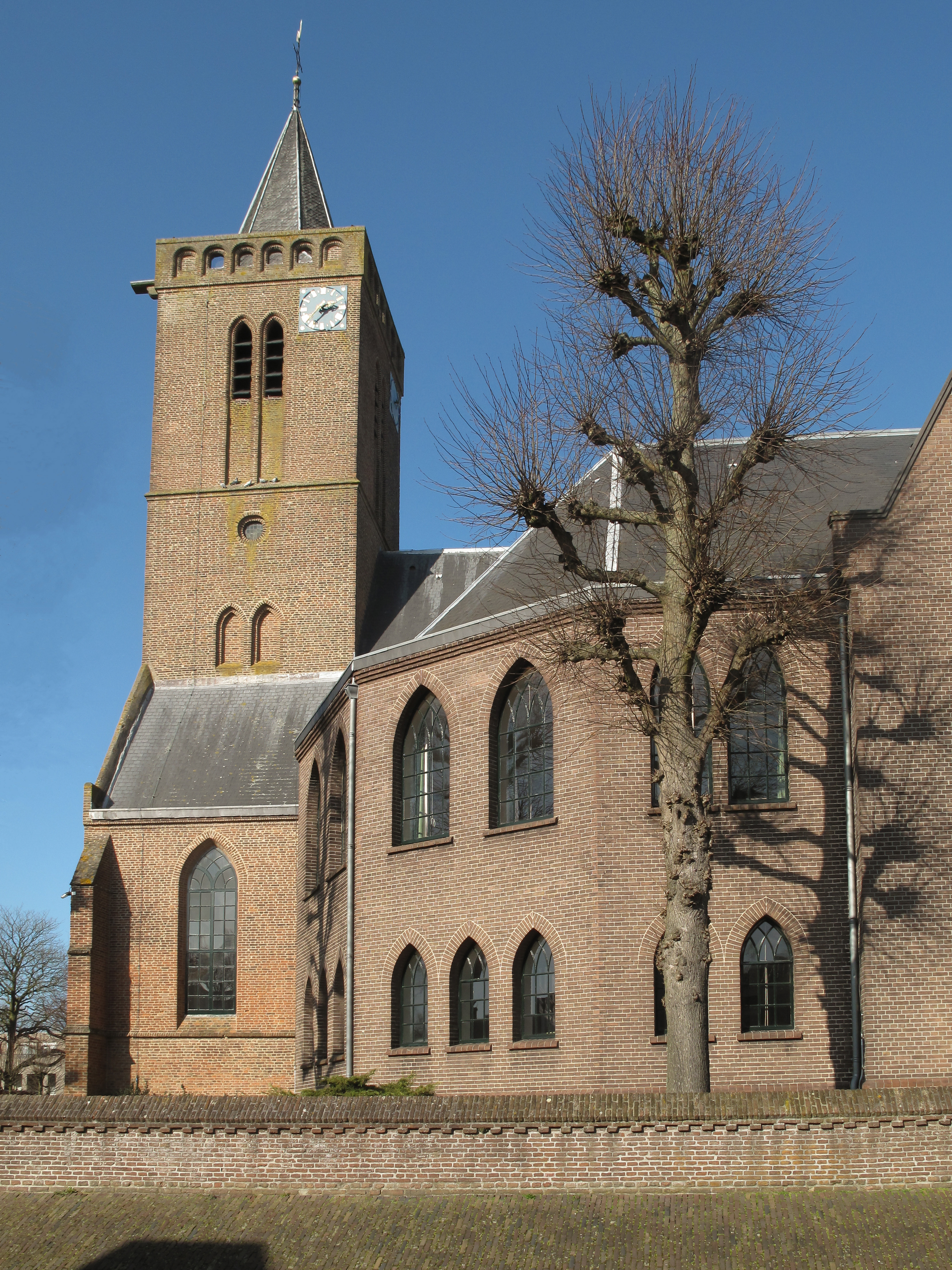
Kirche: de Oude Kerk

Huizen (anhörenⓘ) ist eine mittelgroße niederländische Gemeinde in der Provinz Noord-Holland. Auf einer Fläche von 23,32 km² leben 41.197 Einwohner (Stand 1. Januar 2025).
Die Gemeinde liegt 25 km östlich von Amsterdam, 10 km nördlich von Hilversum bzw. 24 km nördlich von Utrecht und 18 km nordwestlich von Amersfoort.
Huizen liegt auf einer Höhe von 0 bis 11 Metern über NAP am Gooimeer, einem schmalen und nur rund 2 km breiten Nebenmeer des IJsselmeers, das die Provinz Noord-Holland von der in der zweiten Hälfte des 20. Jahrhunderts im IJsselmeer neu eingedeichten Provinz Flevoland trennt. Der Ort ist aus einem Fischerdorf hervorgegangen und hat durch seine Lage im zentralniederländischen Expansionsgürtel zwischen den großen Städten in den letzten Jahrzehnten einen deutlichen Wachstumsschub erhalten.
So ist die Verkehrsinfrastruktur sehr gut erschlossen und zu den Nachbarstädten gibt es zahlreiche (Schnell-)Straßenverbindungen. Ein direkter Bahnanschluss besteht nicht; der internationale Flughafen Amsterdam Airport Schiphol liegt gut 34 km westlich.
Architektonisch bemerkenswert ist der Wohnkomplex De Sfinxes (Sfinxwoningen) aus dem Jahr 2003. Dieser Komplex ist, verteilt auf fünf Gebäude mit 70 Wohnungen, in sphinxähnlicher Struktur größtenteils in einen See gebaut. Ähnlich auch die Wohnanlage Piramide.
Der Ort war jahrelang Treffpunkt der Theosophischen Gesellschaft Adyar, die dort ihre jährlichen Exekutiv-Ausschüsse abhielt.
Huizen war vor dem Zweiten Weltkrieg Standort eines bemerkenswerten Rundfunksenders.

## Politik

### Sitzverteilung im Gemeinderat
Seit 1982 setzt sich der Gemeinderat von Huizen folgendermaßen zusammen:
| Partei               | Sitze | Sitze | Sitze | Sitze | Sitze | Sitze | Sitze | Sitze | Sitze | Sitze | Sitze |
| Partei               | 1982  | 1986  | 1990  | 1994  | 1998  | 2002  | 2006  | 2010  | 2014  | 2018  | 2022  |
| -------------------- | ----- | ----- | ----- | ----- | ----- | ----- | ----- | ----- | ----- | ----- | ----- |
| VVD                  | 8     | 6     | 6     | 7     | 7     | 6     | 6     | 7     | 5     | 6     | 5     |
| Leefbaar Huizen a    | –     | –     | –     | –     | 1     | 4     | 2     | 2     | 2     | 3     | 4     |
| Dorpsbelangen Huizen | –     | –     | –     | –     | –     | 1     | 2     | 2     | 3     | 3     | 4     |
| CDA                  | 7     | 7     | 7     | 5     | 5     | 5     | 5     | 4     | 5     | 3     | 3     |
| D66                  | 1     | 2     | 5     | 5     | 3     | 2     | 1     | 3     | 4     | 3     | 3     |
| GroenLinks           | –     | –     | 1     | 3     | 3     | 3     | 3     | 3     | 2     | 3     | 2     |
| PvdA                 | 4     | 6     | 4     | 3     | 4     | 3     | 5     | 3     | 3     | 3     | 2     |
| ChristenUnie         | –     | –     | –     | –     | –     | 2     | 2     | 2     | 2     | 2     | 2     |
| SGP                  | 1     | 1     | 2     | 1     | 1     | 1     | 1     | 1     | 1     | 1     | 1     |
| Transparant Huizen   | –     | –     | –     | –     | –     | –     | –     | –     | –     | –     | 1     |
| Healthy Earth        | –     | –     | –     | –     | –     | –     | –     | –     | –     | 0     | –     |
| Huizen Transparant   | –     | –     | –     | –     | –     | –     | 0     | –     | –     | –     | –     |
| RPF                  | 1     | 1     | 2     | 3     | 3     | –     | –     | –     | –     | –     | –     |
| GPV                  | 1     | 1     | 2     | 3     | 3     | –     | –     | –     | –     | –     | –     |
| ChrDem Huizen        | –     | 1     | 0     | –     | –     | –     | –     | –     | –     | –     | –     |
| Links Huizen         | –     | 1     | –     | –     | –     | –     | –     | –     | –     | –     | –     |
| PSP                  | 1     | –     | –     | –     | –     | –     | –     | –     | –     | –     | –     |
| CPN                  | 1     | –     | –     | –     | –     | –     | –     | –     | –     | –     | –     |
| Gesamt               | 23    | 25    | 27    | 27    | 27    | 27    | 27    | 27    | 27    | 27    | 27    |

Anmerkungen

### Bürgermeister
Seit dem 13. November 2019 ist Niek Meijer (VVD) amtierender Bürgermeister der Gemeinde. Zu seinem Kollegium zählen die Beigeordneten Janny Bakker-Klein (CDA), Marlous Verbeek-Nooijens (D66), Marianne Verhage-van Kooten (ChristenUnie/SGP), Gerrit Pas (GroenLinks) sowie der Gemeindesekretär Paul Veldhuisen.

## Persönlichkeiten
- Willem Oltmans (1925–2004), Investigativjournalist und politischer Autor
- Dolf van der Wal (* 1987), Snowboarder
- Sofyan Amrabat (* 1996), Fußballspieler